# 弥勒千里光
弥勒千里光（学名：Senecio humbertii）是菊科千里光属的植物，为中国的特有植物。分布于中国大陆的云南等地，生长于海拔2,000米至2,400米的地区，多生在山坡林下，目前尚未由人工引种栽培。